# Campeonato Mundial de Patinação Artística no Gelo de 1965
O Campeonato Mundial de Patinação Artística no Gelo de 1965 foi a quinquagésima quinta edição do Campeonato Mundial de Patinação Artística no Gelo, um evento anual de patinação artística no gelo organizado pela União Internacional de Patinação (em inglês:  International Skating Union) onde os patinadores artísticos competem pelo título de campeão mundial. A competição foi disputada entre os dias 2 de março e 7 de março, na cidade de Colorado Springs, Colorado, Estados Unidos.

## Eventos
- Individual masculino
- Individual feminino
- Duplas
- Dança no gelo

## Medalhistas
| Evento                        | Ouro                                                   | Prata                                              | Bronze                                             |
| Individual masculino detalhes | Alain Calmat · França                                  | Scott Allen · Estados Unidos                       | Donald Knight · Canadá                             |
| Individual feminino detalhes  | Petra Burka · Canadá                                   | Regine Heitzer · Áustria                           | Peggy Fleming · Estados Unidos                     |
| Duplas detalhes               | Liudmila Belousova · Oleg Protopopov · União Soviética | Vivian Joseph · Ronald Joseph · Estados Unidos     | Tatiana Zhuk · Alexander Gorelik · União Soviética |
| Dança no gelo detalhes        | Eva Romanovál · Pavel Roman · Tchecoslováquia          | Janet Sawbridge · David Hickinbottom · Reino Unido | Lorna Dyer · John Carrell · Estados Unidos         |

## Resultados

### Individual masculino
| Pos.              | Nome                | Nacionalidade      | Pontos |
| ----------------- | ------------------- | ------------------ | ------ |
| Medalha de ouro   | Alain Calmat        | França             | 9      |
| Medalha de prata  | Scott Allen         | Estados Unidos     | 27     |
| Medalha de bronze | Donald Knight       | Canadá             | 29     |
| 4                 | Nobuo Sato          | Japão              | 41     |
| 5                 | Emmerich Danzer     | Áustria            | 37     |
| 6                 | Gary Visconti       | Estados Unidos     | 48     |
| 7                 | Wolfgang Schwarz    | Áustria            | 72     |
| 8                 | Peter Jonas         | Áustria            | 82     |
| 9                 | Peter Krick         | Alemanha Ocidental | 82     |
| 10                | Robert Dureville    | França             | 89     |
| 11                | Sepp Schönmetzler   | Alemanha Ocidental | 98     |
| 12                | Jay Humphry         | Canadá             | 103    |
| 13                | Tim Wood            | Estados Unidos     | 115    |
| 14                | Giordano Abbondati  | Itália             | 121    |
| 15                | Patrick Péra        | França             | 138    |
| 16                | Ondrej Nepela       | Tchecoslováquia    | 149    |
| 17                | Sergei Chetverukhin | União Soviética    | 151    |
| 18                | Günter Zöller       | Alemanha Oriental  | 156    |
| 19                | Jenő Ébert          | Hungria            | 170    |
| 20                | Hywel Evans         | Reino Unido        | 173    |

### Individual feminino
| Pos.              | Nome                 | Nacionalidade      | Pontos |
| ----------------- | -------------------- | ------------------ | ------ |
| Medalha de ouro   | Petra Burka          | Canadá             | 9      |
| Medalha de prata  | Regine Heitzer       | Áustria            | 23     |
| Medalha de bronze | Peggy Fleming        | Estados Unidos     | 28     |
| 4                 | Christine Haigler    | Estados Unidos     | 30     |
| 5                 | Gabriele Seyfert     | Alemanha Oriental  | 55     |
| 6                 | Miwa Fukuhara        | Japão              | 57     |
| 7                 | Valerie Jones        | Canadá             | 65     |
| 8                 | Nicole Hassler       | França             | 68     |
| 9                 | Helli Sengstschmid   | Áustria            | 83     |
| 10                | Albertina Noyes      | Estados Unidos     | 97     |
| 11                | Diana Clifton-Peach  | Reino Unido        | 100    |
| 12                | Kumiko Okawa         | Japão              | 96     |
| 13                | Hana Mašková         | Tchecoslováquia    | 120    |
| 14                | Gloria Anne Tatton   | Canadá             | 118    |
| 15                | Sandra Brugnera      | Itália             | 133    |
| 16                | Angelika Wagner      | Alemanha Ocidental | 147    |
| 17                | Elena Slepova        | União Soviética    | 151    |
| 18                | Zsuzsa Szentmiklóssy | Hungria            | 158    |

### Duplas
| Pos.              | Nome                                 | Nacionalidade      | Pontos |
| ----------------- | ------------------------------------ | ------------------ | ------ |
| Medalha de ouro   | Liudmila Belousova / Oleg Protopopov | União Soviética    | 9      |
| Medalha de prata  | Vivian Joseph / Ronald Joseph        | Estados Unidos     | 19     |
| Medalha de bronze | Tatiana Zhuk / Alexander Gorelik     | União Soviética    | 32     |
| 4                 | Gerda Johner / Rüdi Johner           | Suíça              | 39     |
| 5                 | Sonja Pfersdorf / Günther Matzdorf   | Alemanha Ocidental | 45     |
| 6                 | Cynthia Kauffman / Ronald Kauffman   | Estados Unidos     | 45     |
| 7                 | Tatiana Tarasova / Georgi Proskurin  | União Soviética    | 67     |
| 8                 | Irene Müller / Hans-Georg Dallmer    | Alemanha Oriental  | 85     |
| 9                 | Joanne Heckert / Gary Clark          | Estados Unidos     | 80     |
| 10                | Gerlinde Schönbauer / Wilhelm Bietak | Áustria            | 96     |
| 11                | Margot Glockshuber / Wolfgang Danne  | Alemanha Ocidental | 101    |
| 12                | Alexis Shields / Chris Shields       | Canadá             | 102    |
| 13                | Ingrid Bodendorff / Volker Waldeck   | Alemanha Ocidental | 112    |
| 14                | Susan Huehnergard / Paul Huehnergard | Canadá             | 113    |

### Dança no gelo
| Pos.              | Nome                                  | Nacionalidade      | Pontos |
| ----------------- | ------------------------------------- | ------------------ | ------ |
| Medalha de ouro   | Eva Romanová / Pavel Roman            | Tchecoslováquia    | 8      |
| Medalha de prata  | Janet Sawbridge / David Hickinbottom  | Reino Unido        | 18     |
| Medalha de bronze | Lorna Dyer / John Carrell             | Estados Unidos     | 26     |
| 4                 | Diane Towler / Bernard Ford           | Reino Unido        | 30     |
| 5                 | Kristin Fortune / Dennis Sveum        | Estados Unidos     | 33     |
| 6                 | Yvonne Suddick / Roger Kennerson      | Reino Unido        | 40     |
| 7                 | Susan Urban / Stanley Urban           | Estados Unidos     | 46     |
| 8                 | Carole Forrest / Kevin Lethbridge     | Canadá             | 58     |
| 9                 | Brigitte Martin / Francis Gamichon    | França             | 66     |
| 10                | Györgyi Korda / Pal Vasarhelyi        | Hungria            | 70     |
| 11                | Lynn Matthews / Byron Topping         | Canadá             | 75     |
| 12                | Christl Trebesiner / Gerald Felsinger | Áustria            | 84     |
| 13                | Gabriele Rauch / Rudi Matysik         | Alemanha Ocidental | 88.5   |
| 14                | Annerose Baier / Eberhard Rüger       | Alemanha Oriental  | 93.5   |

## Quadro de medalhas
| Ordem | País            | Medalha de ouro | Medalha de prata | Medalha de bronze |    | Ordem por total |
| ----- | --------------- | --------------- | ---------------- | ----------------- | -- | --------------- |
| 1     | Canadá          | 1               |                  | 1                 | 2  | 2               |
| 1     | União Soviética | 1               |                  | 1                 | 2  | 2               |
| 3     | Tchecoslováquia | 1               |                  |                   | 1  | 4               |
| 3     | França          | 1               |                  |                   | 1  | 4               |
| 5     | Estados Unidos  |                 | 2                | 2                 | 4  | 1               |
| 6     | Áustria         |                 | 1                |                   | 1  | 4               |
| 6     | Reino Unido     |                 | 1                |                   | 1  | 4               |
| TOTAL | TOTAL           | 4               | 4                | 4                 | 12 | —               |